# Eurocup 2014-2015 - Last 32
La Last 32 della Eurocup 2014-2015 si è svolta dal 6 gennaio all'11 febbraio 2015.
Vi hanno preso parte le 24 squadre che hanno superato la Regular Season più le 8 squadre eliminate nella Regular Season di Eurolega.

## Regolamento
Le 32 formazioni sono suddivise in 8 raggruppamenti da 4 squadre ciascuno.
Le prime due classificate di ogni girone si qualificano per gli Ottavi di finale.

Nel caso che due o più squadre concludano il girone a parità di punti in classifica, si terrà conto dei seguenti fattori:
1. Vittorie-sconfitte negli scontri diretti.
2. Differenza punti negli scontri diretti.
3. Differenza punti complessiva nella Last 32.
4. Punti segnati nella Last 32.
5. Somma dei quozienti tra punti segnati e punti subiti in ogni incontro della Last 32.

| Qualificata agli ottavi |
| Eliminata               |

## Gruppo G

### Classifica
|    | Squadra              | P.ti | G | V | P | PF  | PS  | DP  |
| -- | -------------------- | ---- | - | - | - | --- | --- | --- |
| 1. | UNICS Kazan'         | 8    | 6 | 4 | 2 | 460 | 432 | +28 |
| 2. | Zenit S. Pietroburgo | 6    | 6 | 3 | 3 | 439 | 479 | -40 |
| 3. | Strasburgo           | 6    | 6 | 3 | 3 | 450 | 433 | +17 |
| 3. | ČEZ Nymburk          | 4    | 6 | 2 | 4 | 454 | 459 | -5  |

## Gruppo H

### Classifica
|    | Squadra         | P.ti | G | V | P | PF  | PS  | DP  |
| -- | --------------- | ---- | - | - | - | --- | --- | --- |
| 1. | Gran Canaria    | 10   | 6 | 5 | 1 | 522 | 462 | +60 |
| 2. | Bandırma Banvit | 8    | 6 | 4 | 2 | 484 | 450 | +34 |
| 3. | Dinamo Sassari  | 4    | 6 | 2 | 4 | 470 | 507 | -37 |
| 4. | Budućnost       | 2    | 6 | 1 | 5 | 457 | 514 | -57 |

## Gruppo I

### Classifica
|    | Squadra          | P.ti | G | V | P | PF  | PS  | DP  |
| -- | ---------------- | ---- | - | - | - | --- | --- | --- |
| 1. | Virtus Roma      | 8    | 6 | 4 | 2 | 473 | 442 | +31 |
| 2. | Cedevita Junior  | 8    | 6 | 4 | 2 | 500 | 493 | +7  |
| 3. | Krasnyj Oktjabr' | 6    | 6 | 3 | 3 | 471 | 482 | -11 |
| 4. | Saragozza        | 2    | 6 | 1 | 5 | 434 | 461 | -27 |

## Gruppo J

### Classifica
|    | Squadra        | P.ti | G | V | P | PF  | PS  | DP  |
| -- | -------------- | ---- | - | - | - | --- | --- | --- |
| 1. | Chimki         | 10   | 6 | 5 | 1 | 512 | 449 | +63 |
| 2. | Pall. Cantù    | 6    | 6 | 3 | 3 | 454 | 449 | +5  |
| 3. | Limoges CSP    | 6    | 6 | 3 | 3 | 430 | 430 | 0   |
| 4. | PAOK Salonicco | 2    | 6 | 1 | 5 | 421 | 489 | -68 |

## Gruppo K

### Classifica
|    | Squadra          | P.ti | G | V | P | PF  | PS  | DP  |
| -- | ---------------- | ---- | - | - | - | --- | --- | --- |
| 1. | Bayern Monaco    | 12   | 6 | 6 | 0 | 534 | 437 | +97 |
| 2. | Bamberger        | 6    | 6 | 3 | 3 | 444 | 474 | -30 |
| 3. | Digione          | 4    | 6 | 2 | 4 | 453 | 498 | -45 |
| 4. | Olimpija Lubiana | 2    | 6 | 1 | 5 | 473 | 495 | -22 |

## Gruppo L

### Classifica
|    | Squadra         | P.ti | G | V | P | PF  | PS  | DP  |
| -- | --------------- | ---- | - | - | - | --- | --- | --- |
| 1. | Turów Zgorzelec | 10   | 6 | 5 | 1 | 553 | 501 | +52 |
| 2. | Lietuvos rytas  | 6    | 6 | 3 | 3 | 553 | 514 | +39 |
| 3. | Ostenda         | 4    | 6 | 2 | 4 | 474 | 506 | -32 |
| 4. | Siviglia        | 4    | 6 | 2 | 4 | 473 | 532 | -59 |

## Gruppo M

### Classifica
|    | Squadra           | P.ti | G | V | P | PF  | PS  | DP  |
| -- | ----------------- | ---- | - | - | - | --- | --- | --- |
| 1. | Karşıyaka         | 12   | 6 | 6 | 0 | 538 | 463 | +75 |
| 2. | Metropolitans 92  | 6    | 6 | 3 | 3 | 485 | 486 | -1  |
| 3. | Beşiktaş          | 4    | 6 | 2 | 4 | 444 | 488 | -44 |
| 4. | Neptūnas Klaipėda | 2    | 6 | 1 | 5 | 469 | 499 | -30 |

## Gruppo N

### Classifica
|    | Squadra          | P.ti | G | V | P | PF  | PS  | DP  |
| -- | ---------------- | ---- | - | - | - | --- | --- | --- |
| 1. | Lokomotiv Kuban' | 12   | 6 | 6 | 0 | 492 | 416 | +76 |
| 2. | Valencia         | 6    | 6 | 3 | 3 | 490 | 459 | +31 |
| 3. | Asesoft Ploiești | 4    | 6 | 2 | 4 | 469 | 529 | -60 |
| 4. | Nancy            | 2    | 6 | 1 | 5 | 411 | 458 | -47 |